# Cretoglaphyrus calvescens
Cretoglaphyrus calvescens es una especie de coleóptero de la familia Glaphyridae.

## Distribución geográfica
Habita en Rusia.